# Линд, Мариус
Мариус Крюгер Линд (дат. Marius Kryger Lindh; род. 22 июня 1999, Сорё, Дания) — датский футболист, нападающий фарерского клуба «Б36».

## Карьера
Мариус начинал карьеру в детской команде «Тим АС», после которой занимался в академиях клубов «ХБ Кёге», «Вестшелланн» и «Слагельсе». В составе последних состоялся его дебют во взрослом футболе: 12 августа 2018 года он отыграл 7 минут в матче второго дивизиона Дании против «Марьенлюста». Всего в дебютном сезоне форвард принял участие в 13 встречах турнира. Мариус выступал за «Слагельсе» до конца 2021 года, суммарно отыграв 40 встреч во второй датской лиге.
В 2022 году нападающего подписал фарерский клуб «АБ». Помимо него, в команду пришёл ещё один датчанин Карл Лет. Дебют Мариуса в фарерской премьер-лиге случился уже в первом туре: 5 марта он отыграл целиком матч против «ХБ» и стал автором единственного гола арджирцев. Всего Мариус забил 6 мячей в 20 встречах чемпионата Фарерских островов. В 2023 году на его счету были 2 гола в 15 играх первенства архипелага. По итогам сезона-2023 «АБ» вылетел в первый дивизион, и нападающий принял решение покинуть команду. Его новым клубом стал «Б36». В сезоне-2024 Мариус сыграл во всех 27 матчах чемпионата Фарерских островов, отметившись в них 11 забитыми мячами. Он также дебютировал в еврокубках, приняв участие в первом и ответном матчах против латвийской «Ауды» в рамках квалификации Лиги Конференций.

## Личная жизнь
Мариус родился без большей части правого предплечья, однако это нисколько не мешает ему играть в футбол. У него есть брат-близнец Август.